# Juan Cruz Tello
Juan Antonio Cruz Tello (Cusco, Perú, 31.10.1948 - Cusco, 10 de abril de 2021) fue profesor de la Universidad Nacional de San Antonio Abad del Cusco. Organizó el grupo de investigación Hinantin, que creó las primeras herramientas base para el procesamiento automático del quechua. En esos primeros pasos, colaboró entre 2011 y 2014 con el grupo Ixa de la Universidad del País Vasco en el marco de un proyecto de colaboración del Ministerio de Cooperación español en 2012, y dentro del proyecto RUNASIMI financiado por la UPV/EHU.

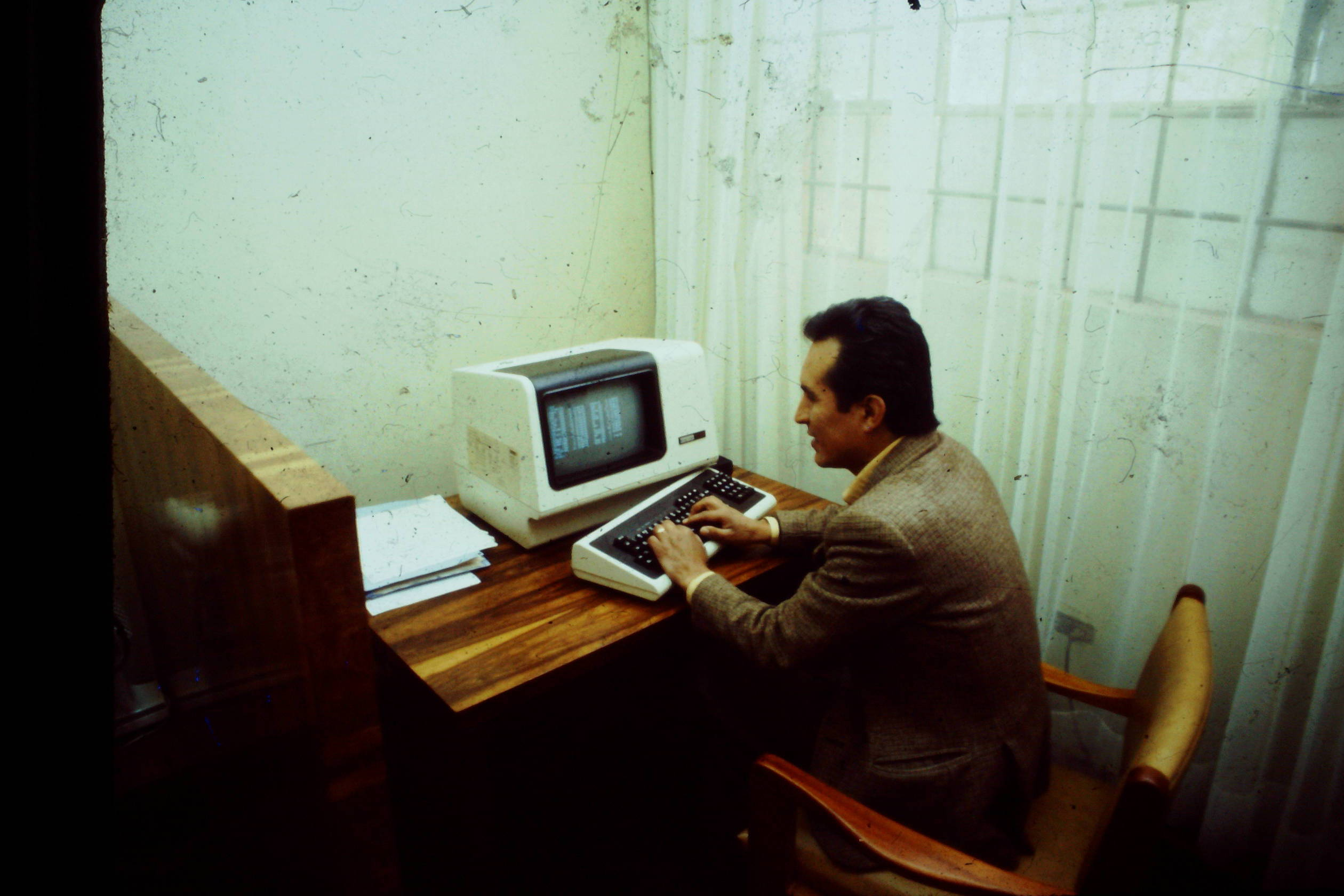

Algunos de esos expertos formados en ese programa fueron los siguientes:
- Hugo Quispe: Creó una base de datos léxica con las palabras de quechua y aplicación web para consulta de corpus textual.[5]
- Richard Alexander Castro Mamani: Creó un corrector ortográfico y un sistema de tratamiento de voz. Posteriormente también ha investigado en traducción automática y en la normalización de textos.[5][6][7][8]
- Rosemary Jiménez: Creó un sistema para clasificar automáticamente documentos escritos en quechua según sea el dialecto usado.[9][10] También fue ella la que creó la aplicación computacional para organizar y consultar el corpus textual.
- José Lozano: junto con Waldir Farfan trabajaron en un sistema para enseñar quechua.

Falleció en la ciudad del Cusco el 10 de abril del 2021.